# شركة الشمال الغربي
شركة الشمال الغربي أو شركة نورث وست (بالإنجليزية: North West Company)‏ كانت شركة كندية تعمل في تجارة الفراء، وأصبحت المنافس الرئيسي لشركة خليج هدسون العملاقة خلال أواخر القرن الثامن عشر الميلادي. وقد قام تجار شركة نورث وست المغامرون باكتشاف مجاهل كندا الشمالية والغربية ورسم الخرائط لها والمساعدة في غزوها.
بدأت الشركة تأخذ شكلها في سبعينيات القرن الثامن عشر الميلادي، عندما شرع العديد من تجار فراء مونتريال في توحيد عملياتهم. وقد انهار الاتحاد خلال أوائل ثمانينيات القرن الثامن عشر الميلادي، لكن أعيد إنشاؤه واتخذ اسم شركة نورث وست عام 1784. وأصبح أعضاء الشركة يُعرفون بالنوروستريين.
في البداية نافس النوروستريون بنجاح شركة خليج هدسون وشركة فراء جون جاكوب آستور باسفيك فير. ووجد تجار شركة نورث وست مصادر جديدة للجلود الخام خلال اكتشافهم لأقاصي الغرب.